# منطقه حفاظت‌شده هلن
منطقه حفاظت شده هلن در استان چهارمحال و بختیاری با ۴۰ هزار هکتار وسعت که غالباً پوشیده از جنگل بلوط غرب است؛ و یک چهارم آن مرتعی است. نام این منطقه به نشان پاس‌داشت از خدمات ارزنده هلن جفریز بختیار پرستار و فرمانده ارشد نیروی دریایی آمریکا که همسر ابوالقاسم بختیار بوده، هلن جفریز بختیار در این منطقه به مداوای مردم بختیاری می‌پرداخته است. این منطقه در دهستان مشایخ شهرستان کیار، و بخش میانکوه شهرستان اردل و دهستان سپیدار بخش ارمند شهرستان خانمیرزا از توابع استان چهارمحال و بختیاری با فاصله تقریبی ۱۱۰ کیلومتری از مرکز استان واقع شده است. علاوه بر رودخانه ارمند و رود کارون که از میان آن می‌گذرد، دارای چشمه‌های متعددی نیز هست.
منطقه حفاظت‌شده هلن پس از منطقه حفاظت شده سبزکوه، دومین منطقه حفاظت شده در چهارمحال‌وبختیاری با ۴۰هزار هکتار وسعت، تنها منطقه حفاظت‌شده جنگلی است که ۳۰هزار هکتار آن پوشیده از جنگل عمدتاً از نوع بلوط غرب است. تراکم پوشش گیاهی و درختان جنگلی در این منطقه تا ۳ دهه پیش به اندازه‌ای بود که کمتر کسی به خودش اجازه وارد شدن به جنگل را می‌داد، اما اینک بر اثر تجاوز و تخریب، بخش‌هایی از جنگل در معرض تنک شدن و نابودی پوشش گیاهی قرار دارد.
این منطقه نام خود را از کوهی که در همین محل واقع شده و به نام هلن مشهور است گرفته که گفته می‌شود نام پرستاری آمریکایی است که با یک پزشک ایرانی بختیاری ازدواج کرده و در سال ۱۹۳۱ به ایران آمده و به همراه همسرش با ایل بختیاری کوچ می‌کرده و به مداوای مردم می‌پرداخته است. حضور وی در آن زمان مصادف با نقشه‌برداری و تهیه نقشه‌های توپوگرافی منطقه بوده که احتمالاً اختصاص کوهی به نام هلن به خاطر قدردانی از وی بوده است.

## موقعیت جغرافیایی منطقه حفاظت شده هلن
بین عرض جغرافیایی ۳۱/۵۵ و ۳۱/۴۰ شمالی و طول جغرافیایی ۵۰/۵۳ و۳۲ /۵۰ شرقی در شهرستان‌های اردل، کیار و لردگان از توابع استان چهارمحال و بختیاری با فاصله تقریبی ۱۱۰ کیلومتری از مرکز استان واقع شده و نزدیک‌ترین شهر به آن شهر ناغان است که در فاصله حدود ۲۰ کیلومتری از آن قرار گرفته است. منطقه حفاظت شده جنگلی هلن دارای وسعتی حدود ۴۰ هزار و ۲۰۰ هکتار بوده که ۳۰ هکتار آن جنگل و مابقی به صورت مرتع است.
هلن کاملاً کوهستانی بوده و کمترین ارتفاع آن در کنار رودخانه زیبای ارمند ۱۱۷۶ متر و بیشترین آن در ارتفاعات قلل سر به آسمان کشیده بزمنی به ارتفاع ۳۲۲۲ متر قرار دارد.

## آب و هوا و اقلیم منطقه
میانگین دما در سردترین ماه سال (دی ماه) به ۲/۴ درجه سانتی گراد، در گرم‌ترین ماه سال (تیر ماه) ۱۴/۱۹ درجه سانتی گراد و میانگین بارندگی سالانه آن ۶۰۸/۸ میلی‌متر است و موجب تشکیل اقلیم مدیترانه ای از نوع نیمه مرطوب کوهستانی شده است. علاوه بر رودخانه کارون با طولی در حدود ۶۵ کیلومتر، چشمه‌هایی همچون چشمه روستای پوراز، آبشار دره عشق، برد بلند گل سفید آب، چشمه سیبا، آب سفید، تاگک، چشمه دل بالا، گردک، شه پیر، چشمه کنمز روستای جوزستان منابع آب این منطقه هستند.
آب و هوای نیمه‌مرطوب با تابستان‌های کمی گرم و خشک و زمستان‌های نیمه سرد، و همراه با باران و برف نسبتاً زیاد منابع آبی رودخانه‌ای و چشمه‌ای فراوان، راه‌های دسترسی، پوشش‌های انبوه جنگلی(۷۵ درصدی) و مرتعی سبب ایجاد بوم سازگان‌های ویژه از انواع رودخانه‌ای، حاشیه رودخانه‌ای، جنگلی و مرتعی گردیده است که در کنار شرایط توپوگرافی و طبیعی منطقه موقعیت منحصر به‌فردی را برای جذب حیات وحش فراهم آورده است.

## مشکلات زیست‌محیطی منطقه
دخالت‌های انسان بخش‌های وسیعی از این منطقه بکر را به نابودی کشانده است، شکار پرندگان و جانوران، صید بی‌رویه ماهی، چرای دام، قطع جنگل، کشت نامناسب، زیرآشکوب، اسکان و توسعه روستاها نیز اجرای طرح‌های ملی چون عبور خط لوله نفت، آب آشامیدنی، روستاها، خطوط انتقال برق و احداث دکل‌های مخابرات ازجمله موارد دخالت انسانی و طبعاً بروز مشکلات زیست‌محیطی منطقه هستند.